# Obserwowalność
Obserwowalność – własność układu sterowania mówiąca, czy na podstawie odczytu sygnału sterującego oraz odczytu sygnału wyjściowego możliwe jest określenie wewnętrznego stanu obiektu. Znajomość tego stanu jest ważna na przykład w przypadku stosowania algorytmu estymacji minimalnokwadratowej.
Obserwowalność odnosi się do możliwości przeprowadzenia obserwacji (mierząc wielkości na wyjściach układu). Jeśli stan układu nie jest obserwowalny, to regulator nigdy nie będzie w stanie określić zachowania takiego stanu i dlatego nie można go wykorzystać do stabilizacji układu. Jednakże podobnie jak w przypadku warunków stabilizowalności (dla sterowalności), jeśli stan wewnętrzny nie jest obserwowalny, to jednak może być wykrywalny.
Jeśli układ jest obserwowalny to jest i wykrywalny. Dla układu wykrywalnego możliwe jest skonstruowanie obserwatora Luenbergera.

## Definicja 1
Układ jest obserwowalny, jeżeli przy dowolnym sterowaniu można określić wartości wszystkich zmiennych stanu w chwili {\displaystyle t_{0}} na podstawie znajomości sterowania {\displaystyle u(t_{0},t)} i odpowiedzi {\displaystyle y(t_{0},t).}

## Definicja 2
Stan początkowy {\displaystyle x_{0}\in R^{n}} liniowego, dyskretnego układu regulacji nazywany jest obserwowalnym w {\displaystyle q} krokach, jeżeli na podstawie danego ciągu wymuszeń {\displaystyle \{u_{0},u_{1},\dots ,u_{q-1}\}} i danego ciągu odpowiedzi {\displaystyle \{y_{0},y_{1},\dots ,y_{q-1}\}} można wyznaczyć jednoznacznie stan początkowy {\displaystyle x_{0}} tego układu.
Liniowy, dyskretny układ regulacji nazywany jest obserwowalnym, jeżeli istnieje liczba naturalna {\displaystyle q,} taka że na podstawie danego ciągu wymuszeń {\displaystyle \{u_{0},u_{1},\dots ,u_{q-1}\}} i danego ciągu odpowiedzi {\displaystyle \{y_{0},y_{1},\dots ,y_{q-1}\}} można wyznaczyć jednoznacznie każdy stan początkowy {\displaystyle x_{0}\in R^{n}} tego układu.

## Definicja 3
Układ jest obserwowalny jeśli każdy stan układu jest odróżnialny od stanu {\displaystyle 0.}
{\displaystyle \exists t} {\displaystyle Ce^{At}x\neq 0.}
Aby określić czy układ jest obserwowalny należy wyznaczyć macierz Kalmana postaci
{\displaystyle {\mathcal {O}}={\begin{bmatrix}C\\CA\\CA^{2}\\\vdots \\CA^{n-1}\end{bmatrix}},}
a następnie sprawdzić czy jej rząd jest pełny, tzn. czy
{\displaystyle rank({\mathcal {O}})=n,}
gdzie {\displaystyle n} to wymiar macierzy stanu {\displaystyle A.}
Obserwowalność można także stwierdzić po sprawdzeniu sterowalności układu dualnego.